# Alba Fyre
Kayleigh Rae (ur. 11 sierpnia 1992 w Paisley) – brytyjska wrestlerka. Występuje w amerykańskiej federacji World Wrestling Entertainment (WWE) w brandzie SmackDown pod pseudonimem ringowym Alba Fyre. Wcześniej wiele lat walczyła jako Kay Lee Ray.
Rae rozpoczęła swoją karierę zapaśniczą na brytyjskiej scenie niezależnej w 2009 roku. W późniejszych latach rywalizowała także w Stanach Zjednoczonych i Japonii. Po wzięciu udziału w inauguracyjnym turnieju Mae Young Classic w 2017 roku, podpisała kontrakt z WWE w 2019 roku i zadebiutowała w brandzie NXT UK, stając się
jednokrotną mistrzynią kobiet NXT UK (należy do niej rekord najdłuższego panowania – 649 dni). W 2021 roku została przeniesiona do NXT, gdzie zdobyła mistrzostwo tag teamowe kobiet NXT wraz z Islą Dawn (ich drużyna była ostatnią, która utrzymała tytuł mistrzowski przed unifikacją z tytułem WWE Women’s Tag Team Championship), po czym w 2023 roku zaczęła rywalizację na SmackDown.

## Tytuły mistrzowskie i osiągnięcia
- What Culture Pro Wrestling/Defiant Wrestling
  - What Culture Pro Wrestling/Defiant Women’s Championship (1 raz)[10]
- Insane Championship Wrestling
  - Fierce Females/Scottish Women’s Championship (1 raz)[10]
  - ICW Women’s Championship (3 razy)[10]
  - Queen of Insanity (2019)[11]
- Pro-Wrestling: EVE
  - Pro-Wrestling: EVE Championship (1 raz)[10]
- Pro Wrestling Illustrated
  - PWI umieściło ją na 18. miejscu rankingu Top 100 wrestlerek w 2020[12]
  - PWI umieściło ją na 17. miejscu rankingu Top 150 wrestlerek w 2021[12]
- Shimmer Women Athletes
  - ChickFight Tournament (2015)[11]
- Southside Wrestling Entertainment
  - Queen of Southside Championship (3 razy)[10]
  - SWE Speed King Championship (1 razy)[10]
- World of Sport Wrestling
  - WOS Women’s Championship (1 razy)[10]
- World Wonder Ring Stardom
  - 5★Star GP Award (1 raz)
  - 5★Star GP Technique Award (2016)
- WWE
  - NXT UK Women’s Championship (1 raz)
  - NXT Women’s Tag Team Championship (1 raz, ostatnia) – z Islą Dawn
  - Women’s Dusty Rhodes Tag Team Classic (2022) – z Io Shirai[11]